# För hemmet och flickan
För hemmet och flickan är en svensk dramafilm från 1925 i regi av William Larsson.

## Om filmen
Filmen premiärvisades redan den 16 mars 1925 i Stockholm och Karlskrona. Filmen spelades in i provisoriska ateljéer på Långedragsteatern och biografen Palladiums foyer i Göteborg med exteriörer från Långedrag, Skagen och Cirkus i Stockholm av Henrik Jaenzon. 
Den manliga huvudrollen gjordes av boxaren Harry Persson, som då varit professionell boxare i ett par år, och filmen marknadsfördes som "Harry Persson-filmen För flickan och hemmet".. Som förebild för filmprojektet med Harry Persson hade filmbolaget en serie amerikanska filmer med den amerikanske boxaren Jack Dempsey.

## Roller
- Jenny Tschernichin-Larsson - Karin Boman, änka
- Harry Persson - Harry Boman, hennes fosterson
- Frida Sporrong - Gerd, hennes dotter
- Weyler Hildebrand - Charlie Jansson, boxare
- William Larsson - Gubben Jansson, hans far, fiskare
- Fridolf Rhudin - Petter, dräng
- Bror Berger - Sam Gillberg, promotor
- Elsa Widborg - Vamp
- Carl Ström